# Lijst van rijksmonumenten in Vriezenveen
De plaats Vriezenveen telt 12 inschrijvingen in het rijksmonumentenregister. Hieronder een overzicht.
| Object | Oorspronkelijke functie?  | Bouwjaar | Architect | Locatie           | Coördinaten?                  | Nr.?   | Afbeelding        |
| --- | ------------------------- | -------- | --------- | ----------------- | ----------------------------- | ------ | ----------------- |
| Leemansmolen | Industrie- en poldermolen | 1862     |           | Hammerweg 30      | 52° 24' 10" NB, 6° 35' 52" OL | 38149  | Meer afbeeldingen |
| Boerderij onder zadeldak. Houten geveltop; vensters met kalf en roedenverdeling                                                                       | Boerderij                 |          |           | Oosteinde 237     | 52° 25' 8" NB, 6° 38' 37" OL  | 38150  | Meer afbeeldingen |
| Boerderij onder zadeldak. Houten geveltop. Vensters met kalf en roedenverdeling                                                                       | Boerderij                 | Ca. 1890 |           | Oosteinde 323     | 52° 25' 14" NB, 6° 38' 57" OL | 38151  | Meer afbeeldingen |
| Boerderij onder zadeldak. Houten geveltop. Vensters met kalf en roedenverdeling                                                                       | Boerderij                 | Ca. 1890 |           | Oosteinde 325     | 52° 25' 14" NB, 6° 38' 58" OL | 38152  | Meer afbeeldingen |
| Boerderij onder zadeldak. Houten voorgeveltop; vensters met kalf, roedenverdeling en halve luiken                                                     | Boerderij                 | Ca. 1857 |           | Oosteinde 296     | 52° 25' 12" NB, 6° 38' 58" OL | 38153  | Meer afbeeldingen |
| Boerderij onder zadeldak. Houten voorgeveltop. Vensters met kalf, roedenverdeling en halve luiken                                                     | Boerderij                 |          |           | Westeinde 342     | 52° 24' 32" NB, 6° 36' 54" OL | 38154  | Meer afbeeldingen |
| Boerderij onder zadeldak, gedeeltelijk met pannen en riet gedekt. Houten topgevel, 12-ruits ramen met kalfdeur met bovenlicht. Ramen met halve luiken | Boerderij                 |          |           | Almeloseweg 85    | 52° 22' 60" NB, 6° 39' 48" OL | 38155  | Upload foto       |
| Boerderij met schuurgedeelte | Boerderij                 | 1905     |           | Oosteinde 3       | 52° 24' 49" NB, 6° 37' 44" OL | 507475 | Meer afbeeldingen |
| Dorpsboerderij | Boerderij                 | eeuw     |           | Westeinde 202     | 52° 24' 38" NB, 6° 37' 11" OL | 507476 | Upload foto       |
| Herenhuis | Woonhuis                  | 1880     |           | Westeinde 384     | 52° 24' 30" NB, 6° 36' 46" OL | 507478 | Meer afbeeldingen |
| Herenhuis | Woonhuis                  | 1895     |           | Westeinde 547     | 52° 24' 14" NB, 6° 36' 13" OL | 507479 | Herenhuis         |
| Jansen & Tilanus (Vriezenveen): Fabrieksschoorsteen                                                                                                   | Industrie                 | 1910     |           | Westeinde bij 660 | 52° 24' 16" NB, 6° 36' 3" OL  | 528456 | Meer afbeeldingen |